# Griego chipriota

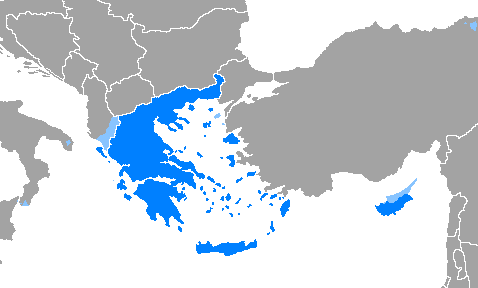
Extensión del idioma griego.

El griego chipriota (en griego, Κυπριακή διάλεκτος o simplemente, κυπριακά) es un dialecto del griego moderno hablado por unas 800 000 personas, fundamentalmente en la isla de Chipre, pero también fuera de ella, entre los miembros de la diáspora grecochipriota repartida por el mundo.  Difiere de manera significativa del griego demótico estándar hablado en Grecia, tanto en lo que se refiere a la pronunciación, como a la gramática, al vocabulario e, incluso, a la pragmática, hasta el punto de que, en determinados contextos, un hablante griego puede tener dificultades para comprender la variante chipriota. Estas diferencias se deben no sólo a razones geográficas, fruto del aislamiento de Chipre y la distancia con Grecia, sino también a motivos históricos y la influencia de otras lenguas.
La variante dialectal grecochipriota está clasificada dentro de los dialectos del sur, como el cretense, el de las islas Cícladas y el Dodecaneso.  Al contrario de lo que pudiera pensarse, el dialecto chipriota moderno es una evolución de la κοινή helenística, que fue sustituyendo progresivamente al antiguo dialecto arcadio-chipriota, además los préstamos que tomó de distintas lenguas.  Del mismo modo que en otras regiones de lengua helénica, como Rodas y otras zonas del antiguo Imperio Bizantino, en Chipre se experimentó una evolución interna de sus características lingüísticas.
Existe una diglosia entre el acrolecto δημοτική y el basilecto κυπριακά.  El griego moderno estándar (el de Atenas) es comprendido por todos los grecochipriotas y usado como lengua oficial en documentos de gobierno y en cuestiones políticas, formales y administrativas.  Se considera de buena educación hablar griego estándar en el parlamento, en los medios de comunicación, en presencia de extranjeros de habla griega y en las aulas (pero no durante el recreo).  Por su parte, se hace uso del griego chipriota, sobre todo, en la lengua hablada cotidianamente; también es muy común en Internet, en blogs y en los mensajes de teléfonos celulares.  

## Léxico
De acuerdo con The Ethnologue: Languages of the World, el grado de parecido léxico entre el griego chipriota y el griego moderno estándar oscila entre el 84% y el 93%. No obstante, el léxico chipriota presenta muchos más préstamos de otros idiomas que el griego estándar, procedentes sobre todo del francés antiguo, del italiano, del occitano, del turco y, cada vez con mayor frecuencia, del inglés. Paralelamente, el contacto con el turco ha hecho que penetren en la lengua cotidiana de los chipriotas algunas expresiones procedentes del árabe y empleadas por los musulmanes de todo el mundo como, por ejemplo, las siguientes:
- μάσ̌σ̌αλλα ["mással.la"], procedente del árabe "mashallah";
- ίσ̌σ̌αλλα ["íssal.la"], tomado del árabe "inshallah", de donde proviene también la interjección española ojalá;
- χαλάλιν ["jalanin"], del árabe "ḥalāl";
- χαράμιν ["jaramin"], adaptación del árabe "ḥarām".

Como contrapartida, algunas palabras genuinamente griegas, que han caído en desuso en Grecia, se mantienen vigentes en Chipre. Es el caso del verbo συντυχάννω ["syndyjanno"], que significa hablar; o del verbo θωρώ ["thoró"], con el significado de mirar.